# José Gálvez (Piura)
José Gálvez es un caserío peruano ubicado en el distrito de Yamango, perteneciente a la provincia de Morropón del departamento de Piura, al norte del Perú. 

## Ubicación
José Gálvez se ubica al noreste de la provincia de Morropón, en el distrito de Yamango, en el departamento de Piura.

## Demografía
En 2017 José Gálvez tenía una población de 115 habitantes.
| Gráfica de evolución demográfica de José Gálvez entre 1993 y 2017 |
|                                                                   |
| Fuentes: Población 1993 y 2017                                    |